# 2020 CD3
2020 CD3 е малък, близък до Земята астероид, и временен неин спътник. Открит е на 15 февруари 2020 г. от астрономите Теди Пруйн и Качпер Уейхос в Обсерваторията на планината Лемън, САЩ.
При откриването си астероидът получава временното име C26FED2, а след потвърждаването му е дадено временното наименование 2020 CD3.
По време на откритието астероидът лети в геоцентрична орбита и е временен спътник на Земята.

## Физически характеристики
Астероидът има ниска яркост, поради което звездната му величина е около 32. Предполага се, че обектът има ниско албедо (0.1 – 0.6) и се отнася към астероидите от спектрален клас К.
Диаметърът на астероида се оценява на 1 – 6 метра.

## Орбита
Според изчисленията астероидът преди това е принадлежал към астероидната група Аполо, но е бил привлечен от Земята през 2017 г. Минималното разстояние, до което обектът се е приближил до Земята, е 0,01664 АЕ (2 489 300 км). До средата на 2020 г. 2020 CD3 ще се движи по геоцентрична орбита и след това ще напусне земната сфера на влияние и ще навлезе в хелиоцентрична орбита.
В бъдеще обектът отново ще се приближи до Земята и може да бъде заловен отново.
| Година | Минимално разстояние (АЕ) |
| ------ | ------------------------- |
| 2044   | 0,0221881                 |
| 2066   | 0,0129178                 |
| 2077   | 0,0157489                 |
| 2095   | 0,0135979                 |

В траекторията на движение не са забелязани признаци на смущения поради слънчева радиация и не е открита връзка с изкуствени обекти.
Разработчикът на астрономическа програма Бил Грей съобщи, че на 7 март 2020, 2020 CD3 най-вероятно е напуснал орбитата на Земята.
|  | Тази страница частично или изцяло представлява превод на страницата 2020 CD3 в Уикипедия на руски. Оригиналният текст, както и този превод, са защитени от Лиценза „Криейтив Комънс – Признание – Споделяне на споделеното“, а за съдържание, създадено преди юни 2009 година – от Лиценза за свободна документация на ГНУ. Прегледайте историята на редакциите на оригиналната страница, както и на преводната страница, за да видите списъка на съавторите. ВАЖНО: Този шаблон се отнася единствено до авторските права върху съдържанието на статията. Добавянето му не отменя изискването да се посочват конкретни източници на твърденията, които да бъдат благонадеждни. |